# Marie Thérèse Chiramel Mankidyan
Marie Thérèse Chiramel Mankidyan (en malayalam : മറിയം ത്രേസ്യ ചിറമ്മൽ മങ്കിടിയാൻ; en hindi : मरियम थ्रेसिया चिरामेल मैनकिडियन), née à Puthenchira le 26 avril 1876 et morte à Kuzhikkattusseny le 8 juin 1926, est une religieuse indienne, de l’Église catholique syro-malabare, fondatrice des Sœurs de la Sainte Famille de Thrissur. Elle se dévoua tout au long de sa vie aux plus nécessiteux, toutes castes et religions confondues, malgré de nombreuses épreuves et en parallèle d'une intense vie mystique. Elle est vénérée comme sainte par l'Église catholique.

## Biographie

### Jeunesse
Marie Thérèse Chiramel naît le 26 avril 1876, au sein d'une famille ancienne et anciennement noble du Kerala. Elle grandit au milieu des traditions chrétiennes, et déjà à trois ans, elle imite sa mère à faire le signe de croix. À 10 ans, elle fait vœu de chasteté. Elle se passionne pour les épisodes bibliques et la vie des saints que lui raconte sa mère. Celle-ci décède lorsque Marie Thérèse a 12 ans. Inconsolable, elle demande à la Vierge Marie de prendre le rôle de sa mère. Les années qui suivent, Marie Thérèse subit différentes épreuves, physiques et morales, et aurait notamment eu des attaques du démon. La Vierge Marie, saint Joseph et l'Enfant Jésus lui seraient souvent apparus au cours de cette période, pour la soutenir. Elle peut compter sur le soutien de son directeur spirituel, le père Joseph Vithayathil.
Les fréquentes apparitions qu'elle aurait reçues lui transmettent un grand désir de servir les autres, et en particulier ceux qui souffrent. Elle se met au service de la paroisse, visitant et réconfortant les plus nécessiteux, les orphelins et les malades, même ceux atteints de la variole et de la lèpre, qui étaient exlus de la société.

### Vocation à servir les pauvres
Dans son œuvre au service des nécessiteux de sa paroisse, elle est rejointe par trois jeunes femmes. Leurs activités suscitent toutefois des critiques et toutes sortes de calomnies, car il n'était pas d'usage dans la société indienne de l'époque que des jeunes femmes aient un engagement hors de leur foyer. À cela s'ajoutent les phénomènes surnaturels dont Marie Thérèse semble être l’objet, comme les stigmates, des visions du Christ, de la Vierge Marie, de saints et d'âmes du purgatoire[réf. souhaitée].

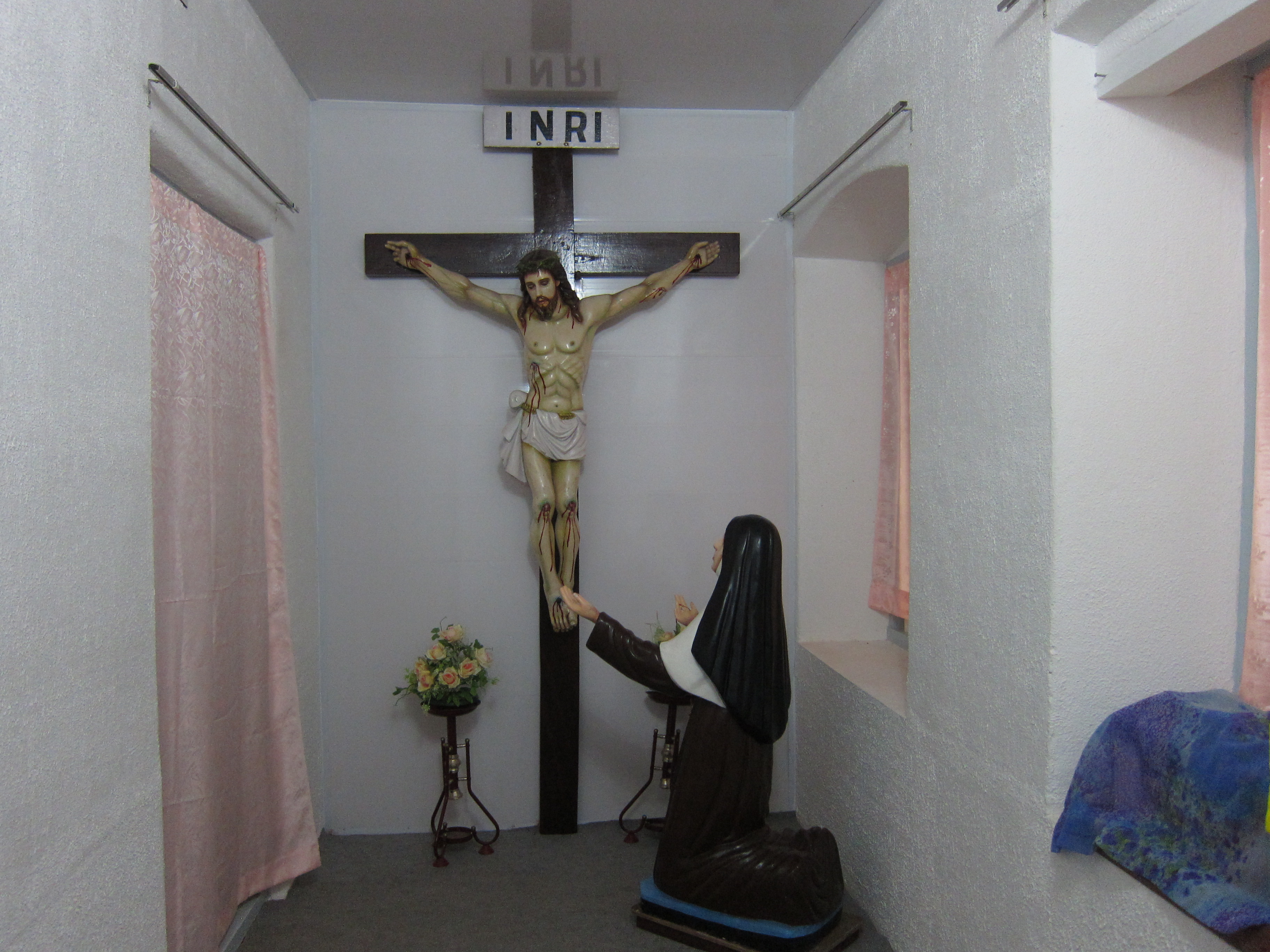
Statue représentant Marie Thérèse Chiramel en extase devant le crucifix.

En 1912, tous ces éléments amènent l'évêque de Thrissur, Mgr Giovanni Menacherry, à ordonner à Marie Thérèse et ses compagnes de se retirer chez les carmélites d'Ollur. Elles acceptent, par obéissance. Marie Thérèse se plaît au carmel, mais elle fait part à son directeur spirituel d'apparitions du Christ, qui la presserait de se mettre au service des pauvres. Devant l'incompatibilité de ce type d'action avec la vie contemplative du carmel, le Père Joseph Vithayathil tente de trouver une solution. En 1914, il parvient à convaincre l'évêque de Thrissur de laisser repartir Marie Thérèse et ses compagnes à Puthenchira, où elles s'établissent dans une modeste habitation. Le 14 mai 1914, Marie Thérèse fait ses vœux de religieuse, et ses trois compagnes deviennent novices[réf. souhaitée].

### Fondation d'une congrégation
Devant l'affluence de nouvelles jeunes femmes désireuses de participer à leur mission, l'évêque autorise Marie Thérèse à fonder une congrégation religieuse, dite des Sœurs de la Sainte Famille de Thrissur. Leurs principaux objectifs sont l'éducation des filles, l'assistance aux malades et l'aide aux plus nécessiteux. Elles se dévouent à tous ceux dans le besoin, sans distinction de religion ou de rang social, dans une société influencée par les castes.
Marie Thérèse Chiramel dirige la nouvelle congrégation pendant douze ans, formant les novices avec beaucoup de soin, fondant trois nouveaux couvents, deux écoles, deux pensionnats, une maison d'étude et un orphelinat. Elle meurt à Kuzhikkattusseny le 8 juin 1926, à 50 ans. En 2019, il y a  1 942 religieuses de sa congrégation réparties en Inde, Allemagne, Italie et à San-Francisco.

## Vénération

### Béatification

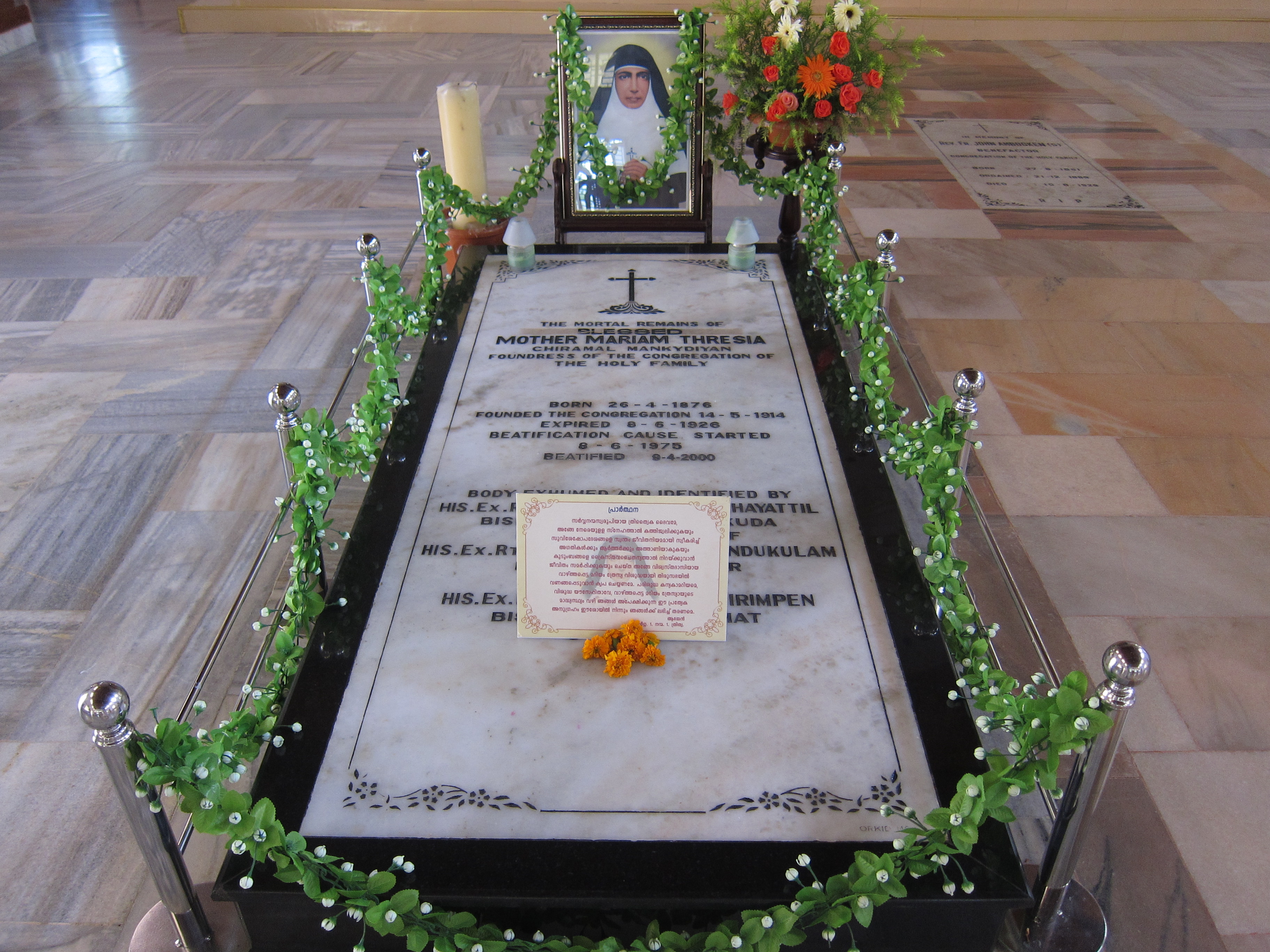
Sa tombe en 2012.

#### Enquête sur les vertus
La cause pour la béatification et la canonisation de Marie Thérèse Chiramel débute le 12 juillet 1982, à Thrissur. L'enquête diocésaine recueillant les témoignages sur sa vie est clôturée le 8 novembre 1985, puis est envoyée à Rome pour y être étudiée par la Congrégation pour les causes des saints.
Après le rapport positif des différentes commissions sur la sainteté de Marie Thérèse Chiramel, le pape Jean-Paul II procède, le 28 juin 1999, à la reconnaissance de ses vertus héroïques, lui attribuant ainsi le titre de vénérable.

#### Reconnaissance d'un miracle
En parallèle de la cause pour sa béatification fut menée, à partir de 1992, une enquête médicale sur le cas d'une guérison qui aurait été obtenue par l'intercession de Marie Thérèse Chiramel, en 1970. Il s'agit d'un jeune indien de 15 ans, atteint d'une torsion bilatérale congénitale des deux pieds. Après un pèlerinage sur la tombe de sœur Marie Thérèse et 33 jours de jeûne et de prières pour obtenir sa guérison, Marie Thérèse Chiramel lui serait apparue une nuit, le 21 août 1970, massant son pied droit à la façon des mamans indiennes. La mère du jeune homme reçut elle aussi une vision nocturne lui annonçant la guérison du second pied, le 28 août 1971. La guérison de ses deux pieds fut reconnue par les médecins comme immédiate, totale et inexplicable, dans l’état actuel de la science.
Compte tenu des rapports en faveur d'une guérison dite miraculeuse, le 27 janvier 2000, Jean-Paul II signe le décret permettant la béatification de Marie Thérèse Chiramel.
Elle est solennellement béatifiée par Jean-Paul II le 9 avril 2000, au cours d'une messe célébrée sur la place Saint-Pierre.

### Canonisation
Le 12 février 2019, le pape François a confirmé un autre miracle attribué à l'intercession de Marie-Thérèse Chiramel Mankidiyan - selon la forme du nom donnée par le Vatican - comme dernière condition pour la canonisation ; celle-ci a eu lieu le 13 octobre 2019. La commémoration de sainte Marie-Thérèse est célébrée le 8 juin, il y a en outre une fête propre à la communauté religieuse le 26 avril.

## Source
- (it) Cet article est partiellement ou en totalité issu de l’article de Wikipédia en italien intitulé « Mariam Thresia Chiramel Mankidyan » (voir la liste des auteurs).